# Districtul Sidon
Districtul Sidon  (arabă قضاء صيدا) este un oraș în regiunea South din Liban, și reședința provinciei Saida. Are o populație de 207.500 de locuitori și o suprafață de 275 km2.